# ミネラル郡 (モンタナ州)
ミネラル郡（英: Mineral County）は、アメリカ合衆国モンタナ州の西部に位置する郡である。2010年国勢調査での人口は4,223人であり、2000年の3,884人から8.7％増加した。郡庁所在地はスピアリア（人口812人）であり、同郡で人口最大の町でもある。

## 地理
アメリカ合衆国国勢調査局に拠れば、郡域全面積は1,223平方マイル (3,169 km2)であり、このうち陸地は1,220平方マイル (3,159 km2)、水域は4平方マイル (9 km2)で水域率は0.29％である。

### 主要高規格道路
- 州間高速道路90号線
- アメリカ国道10号線（旧道）
- モンタナ州道135号線

### 隣接する郡
- サンダーズ郡 - 北
- ミズーラ郡 - 東
- クリアウォーター郡 (アイダホ州) - 南
- ショショーニ郡 (アイダホ州) - 北西

### 国立保護地域
- ロロ国立の森（部分）

## 人口動態
以下は2000年国勢調査による人口統計データである。
| 基礎データ - 人口: 3,884人 - 世帯数: 1,584 世帯 - 家族数: 1,067 家族 - 人口密度: 1人/km2（3人/mi2） - 住居数: 1,961軒 - 住居密度: 1軒/km2（2軒/mi2） 人種別人口構成 - 白人: 94.57% - アフリカン・アメリカン: 0.21% - ネイティブ・アメリカン: 1.93% - アジア人: 0.51% - 太平洋諸島系: 0.03% - その他の人種: 0.26% - 混血: 2.50% - ヒスパニック・ラテン系: 1.57% 先祖による構成 - ドイツ系：22.5％ - アイルランド系：14.6％ - イギリス系：9.9％ - アメリカ人：8.1％ - ノルウェー系：8.0％ 年齢別人口構成 - 18歳未満: 24.3% - 18-24歳: 6.4% - 25-44歳: 25.3% - 45-64歳: 29.8% - 65歳以上: 14.2% - 年齢の中央値: 41歳 - 性比（女性100人あたり男性の人口） - 総人口: 106.2 - 18歳以上: 105.6 | 世帯と家族（対世帯数） - 18歳未満の子供がいる: 27.7% - 結婚・同居している夫婦: 57.7% - 未婚・離婚・死別女性が世帯主: 6.0% - 非家族世帯: 32.6% - 単身世帯: 26.6% - 65歳以上の老人1人暮らし: 8.2% - 平均構成人数 - 世帯: 2.41人 - 家族: 2.90人 収入と家計 - 収入の中央値 - 世帯: 27,143米ドル - 家族: 32,096米ドル - 性別 - 男性: 26,782米ドル - 女性: 18,258米ドル - 人口1人あたり収入: 15,166米ドル - 貧困線以下 - 対人口: 15.8% - 対家族数: 12.8% - 18歳未満: 18.7% - 65歳以上: 8.5% |

## 都市と町

### 町
- スピアリア - 郡庁所在地
- アルバートン

### 国勢調査指定地域
- ドボルジア
- リバーベンド
- セントレジス

### その他の町
- ホーガン
- ソルティーズ
- タフト